# Chrysodeixis bengalensis
Chrysodeixis bengalensis là một loài bướm đêm trong họ Noctuidae.